# 2008 ve sportu
Toto je přehled sportovních událostí konaných v roce 2008.

## Sportovní hry
- Letní olympijské hry 2008
- Letní paralympijské hry 2008

## Atletika
- Halové mistrovství světa v atletice 2008
- Mistrovství světa juniorů v atletice 2008
- Světové atletické finále 2008
- Zlatá liga 2008
- Mistrovství České republiky v atletice 2008
- Halové mistrovství České republiky v atletice 2008

## Baseball
- Česká baseballová extraliga 2008

## Basketbal
- Mattoni NBL 2007/2008
- Mattoni NBL 2008/2009

## Biatlon
- Mistrovství světa v biatlonu 2008
- Světový pohár v biatlonu 2008/2009

## Boby,saněaskeleton
- Světový pohár v jízdě na saních 2008/2009
- Světový pohár ve skeletonu 2008/2009

## Cyklistika
- Světový pohár horských kol 2008
- Tour de France 2008

### Cyklokros
- Mistrovství světa v cyklokrosu 2008
- Světový pohár v cyklokrosu 2008/2009
- Mistrovství České republiky v cyklokrosu 2008

## Florbal
- Mistrovství světa ve florbale mužů 2008 –  Finsko
- Mistrovství světa ve florbale žen do 19 let 2008 –  Švýcarsko
- Euro Floorball Cup 07/08 – Muži:  AIK, Ženy:  UHC Dietlikon
- Euro Floorball Cup 2008 – Muži:  AIK, Ženy:  IKSU
- Fortuna extraliga 2007/2008 – Tatran Střešovice
- Česká florbalová extraliga žen 2007/2008 – CON INVEST Děkanka Praha

## Fotbal

### Svět
- Mistrovství světa ve fotbale klubů 2008
- Mistrovství světa ve fotbale žen do 17 let 2008
- Mistrovství světa ve fotbale žen do 20 let 2008

#### Kontinenty
- Mistrovství Evropy ve fotbale 2008
- Mistrovství Evropy ve fotbale hráčů do 19 let 2008
- Mistrovství Evropy ve fotbale žen do 19 let 2008

## Házená
- Mistrovství Evropy v házené mužů 2008
- Český pohár národní házené mužů 2008/2009
- 1. liga národní házené mužů 2007/2008
- 1. liga národní házené mužů 2008/2009
- 1. liga národní házené žen 2008/2009
- 2. liga národní házené mužů 2008/2009

## Hokejbal
- Mistrovství světa juniorů v hokejbalu 2008

## Jezdectví
- Velká pardubická 2008

## Judo
- Mistrovství světa v judu 2008
- Mistrovství Evropy v judu 2008

## Krasobruslení
- Mistrovství světa v krasobruslení 2008
- Mistrovství Evropy v krasobruslení 2008

## Lyžování

### Alpské lyžování
- Světový pohár v alpském lyžování 2008/2009

### Klasické lyžování
- Světový pohár v běhu na lyžích 2007/2008
- Světový pohár v běhu na lyžích 2008/2009
- Světový pohár v severské kombinaci 2008/2009
- Světový pohár ve skocích na lyžích 2008/2009
- Tour de Ski 2007/2008
- Tour de Ski 2008/2009
- Trondheim 2008/2009 1. závod
- Turné čtyř můstků 2008/2009

## Motoristický sport
- Formule 1 v roce 2008
- Mistrovství světa v rallye 2008
- Mistrovství světa silničních motocyklů 2008
- Mistrovství světa superbiků 2008
- Rally Bohemia 2008

## Plavání
- Mistrovství světa v orientačním běhu 2008
- Světový pohár v orientačním běhu 2008
- Mistrovství světa juniorů v orientačním běhu 2008
- Mistrovství Evropy v orientačním běhu 2008

## Rychlobruslení

### Svět
- Mistrovství světa v rychlobruslení 2008
- Mistrovství světa v rychlobruslení juniorů 2008
- Světový pohár v rychlobruslení 2007/2008
- Světový pohár v rychlobruslení 2008/2009

### Kontinenty
- Mistrovství Evropy v rychlobruslení 2008
- Mistrovství Severní Ameriky a Oceánie v rychlobruslení 2008

## Snooker
- Snooker sezóna 2007/2008
- Mistrovství světa ve snookeru 2008
- China Open 2008 (snooker)
- Welsh Open 2008

## Sportovní lezení

### Svět
- Arco Rock Master 2008
- Světový pohár ve sportovním lezení 2008
- Mistrovství světa juniorů ve sportovním lezení 2008

### Kontinenty
- Mistrovství Evropy ve sportovním lezení 2008
- Evropský pohár juniorů ve sportovním lezení 2008

### Česko
- Mistrovství České republiky v soutěžním lezení 2008

## Šachy
- Šachová olympiáda 2008
- Česká šachová extraliga 2008/2009

## Tenis

### Grand Slam
- Australian Open 2008
- Wimbledon 2008

## Veslování
- Mistrovství světa ve veslování 2008

## Volejbal
- Česká volejbalová extraliga mužů 2007/2008
- Česká volejbalová extraliga mužů 2008/2009
- Česká volejbalová extraliga žen 2007/2008
- Česká volejbalová extraliga žen 2008/2009

## Vzpírání
- Mistrovství Evropy ve vzpírání 2008

## Zápas
- Mistrovství světa v zápasu ve volném stylu 2008
- Mistrovství Evropy v zápasu řecko-římském 2008
- Mistrovství Evropy v zápasu ve volném stylu 2008

## Čeští mistři světa pro rok 2008
- Lukáš Krpálek: judo, junioři, polotěžká váha